# Olathe (Kansas)
Olathe é uma cidade localizada no estado americano do Kansas, no Condado de Johnson.

## Geografia
De acordo com o United States Census Bureau, a cidade tem uma área de 156 km², dos quais 154 km² estão cobertos por terra e 2 km² por água.

### Localidades na vizinhança
O diagrama seguinte representa as localidades num raio de 16 km ao redor de Olathe.

## Demografia
Segundo o censo nacional de 2010, a sua população é de 125 872 habitantes e sua densidade populacional é de 814,6 hab/km². É a quinta cidade mais populosa do Kansas. Possui 46 851 residências, que resulta em uma densidade de 303,21 residências/km².